# Dogepaladset
Dogepaladset (på italiensk: Palazzo Ducale) er et palads ved bredden af Canal Grande i Venedig i Italien. Bygningen tjente som regeringsbygning og domhus og var samtidig residens for Dogen, bystatens hersker.
Paladsets nærmeste nabo mod nord er Markuskirken. Mod vest vender paladset ud mod Markuspladsen. På paladsets østside fører en af Venedigs bedst kendte broer, Sukkenes Bro, fra paladset til fængslet. Og mod syd vender paladset ud mod Canal Grande, kun adskilt af et bredt fortov.
Dogepaladset blev sandsynligvis bygget i det 10. eller 11. århundrede som fæstning. Det blev ombygget til et elegant palads i det 12. århundrede under dogen Sebastiano Ziani.

## Paladset i dag
Dogepaladset er i dag et særdeles velbesøgt museum med adgang til de betydeligste rum.

## Billedgalleri
- Dogepaladset
- Dogepaladset med Markuskirkens tårn
- Del af marmorfacaden i indre gård
- Hovedindgangen til paladset
- Bronzebrønd i indre gård
- Interiør fra Dogepaladset ca. 1900
- Detalje fra facaden

## Links
- Paladset på hjemmesiden for Venedigs Museer Arkiveret 20. februar 2012 hos  Wayback Machine – på engelsk

45°26′1″N 12°20′24.5″Ø / 45.43361°N 12.340139°Ø